# Meilleurs buteurs du championnat de France de football
Cet article liste les meilleurs buteurs du championnat de France de football depuis sa création en 1932.
L'Argentin Delio Onnis est le meilleur buteur de l'histoire du championnat de France avec 299 buts.

## Classement général
Ce tableau présente le classement des footballeurs ayant inscrits plus de cent buts dans le Championnat de France de football.
Les joueurs évoluant actuellement en Ligue 1 sont inscrits en caractères gras.
| Rang | Joueur                | Période   | Clubs successifs | Matchs | Ratio | Buts |
| ---- | --------------------- | --------- | --- | ------ | ----- | ---- |
| 1    | Delio Onnis           | 1971-1986 | Stade de Reims (39), AS Monaco (157), Tours FC (64), Sporting Toulon Var (39)                                                                                      | 449    | 0,67  | 299  |
| 2    | Bernard Lacombe       | 1969-1987 | Olympique lyonnais (123), AS Saint-Étienne (14), Girondins de Bordeaux (118)                                                                                       | 497    | 0,51  | 255  |
| 3    | Hervé Revelli         | 1965-1978 | AS Saint-Étienne (175), OGC Nice (41) | 389    | 0,56  | 216  |
| 4    | Roger Courtois        | 1933-1956 | FC Sochaux-Montbéliard (209), ESTAC Troyes (1) | 288    | 0,73  | 210  |
| 5    | Thadée Cisowski       | 1947-1961 | FC Metz (45), RC Paris (152), Valenciennes FC (9) | 286    | 0,72  | 206  |
| 6    | Roger Piantoni        | 1950-1966 | FC Nancy (91), Stade de Reims (106), OGC Nice (6) | 394    | 0,52  | 203  |
| 7    | Kylian Mbappé         | 2015-2024 | AS Monaco (16), Paris Saint-Germain (175) | 246    | 0,78  | 191  |
| 8    | Joseph Ujlaki         | 1947-1964 | Stade Français (3), FC Sète (15), Nîmes Olympique (38), OGC Nice (59), RC Paris (75)                                                                               | 438    | 0,43  | 190  |
| 9    | Fleury Di Nallo       | 1960-1975 | Olympique lyonnais (182), Red Star (5) | 425    | 0,44  | 187  |
| 10   | Carlos Bianchi        | 1973-1980 | Stade de Reims (107), Paris Saint-Germain (64), RC Strasbourg (8)                                                                                                  | 220    | 0,81  | 179  |
| 11   | Gunnar Andersson      | 1950-1960 | Olympique de Marseille (169), Girondins de Bordeaux (10) | 234    | 0,76  | 179  |
| 12   | Hassan Akesbi         | 1955-1964 | Nîmes Olympique (119), Stade de Reims (48), AS Monaco (6) | 293    | 0,59  | 173  |
| 13   | Jean Baratte          | 1945-1955 | LOSC Lille (167), CO Roubaix-Tourcoing (2) | 284    | 0,60  | 169  |
| 14   | Just Fontaine         | 1953-1962 | OGC Nice (42), Stade de Reims (122) | 200    | 0,82  | 164  |
| 15   | Alain Giresse         | 1970-1988 | Girondins de Bordeaux (158), Olympique de Marseille (5) | 587    | 0,28  | 163  |
| 16   | Alexandre Lacazette   | 2010-2025 | Olympique lyonnais (161) | 297    | 0,54  | 161  |
| 17   | Wissam Ben Yedder     | 2010-2024 | Toulouse FC (63), AS Monaco (98) | 320    | 0,5   | 161  |
| 18   | André Guy             | 1959-1971 | FC Sochaux-Montbéliard (3), AS Saint-Étienne (45), LOSC Lille (42), Olympique lyonnais (64), Stade rennais (5)                                                     | 271    | 0,59  | 159  |
| 19   | Désiré Koranyi        | 1935-1950 | FC Sète (157) | 252    | 0,62  | 157  |
| 20   | Jean-Pierre Papin     | 1986-1998 | Olympique de Marseille (134), Girondins de Bordeaux (22) | 270    | 0,58  | 156  |
| 21   | Jacky Vergnes         | 1968-1982 | Red Star (10), Nîmes Olympique (73), SC Bastia (20), Stade de Reims (11), Stade lavallois (19), RC Strasbourg (12), Girondins de Bordeaux (8), Montpellier HSC (0) | 328    | 0,47  | 153  |
| 22   | Josip Skoblar         | 1966-1974 | Olympique de Marseille (151) | 174    | 0,87  | 151  |
| 23   | Lucien Cossou         | 1956-1968 | Olympique lyonnais (35), AS Monaco (97), AS aixoise (17) | 285    | 0,52  | 149  |
| 24   | Dominique Rocheteau   | 1972-1989 | AS Saint-Étienne (51), Paris Saint-Germain (83), Toulouse FC (11)                                                                                                  | 417    | 0,35  | 145  |
| 25   | Rachid Mekhloufi      | 1954-1970 | AS Saint-Étienne (123), SC Bastia (20) | 341    | 0,42  | 143  |
| 26   | Pauleta               | 2000-2008 | Girondins de Bordeaux (65), Paris Saint-Germain (76) | 266    | 0,53  | 141  |
| 27   | Yvon Douis            | 1953-1967 | LOSC Lille (50), Le Havre AC (28), AS Monaco (62) | 379    | 0,37  | 140  |
| 28   | Michel Platini        | 1973-1982 | AS Nancy-Lorraine (81), AS Saint-Étienne (58) | 254    | 0,55  | 139  |
| 29   | Stéphane Bruey        | 1950-1966 | RC Paris (11), AS Monaco (25), Angers SCO (93), Olympique lyonnais (10)                                                                                            | 423    | 0,33  | 139  |
| 30   | Edinson Cavani        | 2013-2020 | Paris Saint-Germain (138) | 200    | 0,69  | 138  |
| 31   | Sonny Anderson        | 1993-2003 | Olympique de Marseille (16), AS Monaco (51), Olympique lyonnais (71)                                                                                               | 221    | 0,62  | 138  |
| 32   | Salif Keita           | 1967-1973 | AS Saint-Étienne (125), Olympique de Marseille (10) | 168    | 0,80  | 135  |
| 33   | Henri Hiltl           | 1934-1948 | Excelsior AC (84), CO Roubaix-Tourcoing (50) | 251    | 0,53  | 134  |
| 34   | Hector De Bourgoing   | 1959-1969 | OGC Nice (65), Girondins de Bordeaux (68) | 258    | 0,52  | 133  |
| 35   | Jacques Foix          | 1951-1964 | RC Paris (24), AS Saint-Étienne (54), OGC Nice (50), Toulouse FC (1937-1967) (4)                                                                                   | 361    | 0,37  | 132  |
| 36   | Yannick Stopyra       | 1977-1992 | FC Sochaux-Montbéliard (57), Stade rennais (10), Toulouse FC (46), Girondins de Bordeaux (8), AS Cannes (9), FC Metz (2)                                           | 456    | 0,29  | 132  |
| 37   | Bernard Zénier        | 1974-1991 | FC Metz (55), AS Nancy-Lorraine (53), Girondins de Bordeaux (4), Olympique de Marseille (18)                                                                       | 466    | 0,28  | 130  |
| 38   | François M'Pelé       | 1969-1981 | AC Ajaccio (57), Paris Saint-Germain (60), RC Lens (12) | 350    | 0,37  | 129  |
| 39   | Gérard Soler          | 1972-1987 | FC Sochaux-Montbéliard (67), AS Monaco (9), Girondins de Bordeaux (16), Toulouse FC (19), RC Strasbourg (6), SC Bastia (6), LOSC Lille (5), Stade rennais (1)      | 428    | 0,30  | 129  |
| 40   | Alberto Muro          | 1951-1962 | FC Sochaux-Montbéliard (57), OGC Nice (43), FC Nancy (28) | 269    | 0,48  | 128  |
| 41   | Jean Grumellon        | 1947-1954 | Stade rennais (107), OGC Nice (5), Le Havre AC (14) | 203    | 0,62  | 126  |
| 42   | Lilian Laslandes      | 1992-2008 | AJ Auxerre (47), Girondins de Bordeaux (56), SC Bastia (8), OGC Nice (15)                                                                                          | 407    | 0,31  | 126  |
| 43   | Joseph Yegba Maya     | 1962-1975 | Olympique de Marseille (79), Valenciennes FC (33), RC Strasbourg (12)                                                                                              | 238    | 0,52  | 124  |
| 44   | Bafétimbi Gomis       | 2004-2017 | AS Saint-Étienne (38), Olympique lyonnais (64), Olympique de Marseille (20)                                                                                        | 340    | 0,36  | 122  |
| 45   | Henri Baillot         | 1945-1954 | FC Metz (80), Girondins de Bordeaux (35), RC Strasbourg (6) | 241    | 0,50  | 121  |
| 46   | Ernest Schultz        | 1954-1963 | Olympique lyonnais (35), Toulouse FC (1937-1967) (86) | 275    | 0,44  | 121  |
| 47   | René Gardien          | 1947-1959 | FC Sochaux-Montbéliard (121) | 358    | 0,34  | 121  |
| 48   | François Félix        | 1968-1981 | Olympique lyonnais (5), SC Bastia (63), Paris FC (19), Nîmes Olympique (10), Angers SCO (22), AJ Auxerre (1)                                                       | 341    | 0,35  | 120  |
| 49   | Serge Chiesa          | 1969-1983 | Olympique lyonnais (120) | 475    | 0,25  | 120  |
| 50   | André Simonyi         | 1933-1953 | Olympique lillois (37), FC Sochaux-Montbéliard (8), Red Star (47), Stade rennais (13), Stade Français (9), CO Roubaix-Tourcoing (5)                                | 185    | 0,64  | 119  |
| 51   | Jean Vincent          | 1950-1964 | LOSC Lille (51), Stade de Reims (68) | 421    | 0,28  | 119  |
| 52   | Oskar Rohr            | 1934-1939 | RC Strasbourg (118) | 136    | 0,87  | 118  |
| 53   | Nestor Combin         | 1959-1975 | Olympique lyonnais (68), FC Metz (34), Red Star (15) | 221    | 0,53  | 117  |
| 54   | Didier Couécou        | 1963-1976 | Girondins de Bordeaux (75), Olympique de Marseille (28), FC Nantes (14)                                                                                            | 308    | 0,38  | 117  |
| 55   | Bernard Genghini      | 1976-1989 | FC Sochaux-Montbéliard (60), AS Saint-Étienne (8), AS Monaco (45), Olympique de Marseille (3), Girondins de Bordeaux (1)                                           | 363    | 0,32  | 117  |
| 56   | Georges Lech          | 1962-1976 | RC Lens (71), FC Sochaux-Montbéliard (39), Stade de Reims (7) | 379    | 0,31  | 117  |
| 57   | Dominique Rustichelli | 1952-1970 | Olympique de Marseille (33), CS Sedan Ardennes (12), RC Strasbourg (3), Stade de Reims (5), OGC Nice (28), Stade Français (15), LOSC Lille (0), FC Rouen (21)      | 459    | 0,25  | 117  |
| 58   | Ginès Liron           | 1954-1965 | Nîmes Olympique (21), FC Sochaux-Montbéliard (29), Valenciennes FC (18), AS Saint-Étienne (48)                                                                     | 239    | 0,49  | 116  |
| 59   | Pierre Sinibaldi      | 1945-1954 | Stade de Reims (115), Olympique lyonnais (0) | 189    | 0,61  | 115  |
| 60   | Zlatan Ibrahimović    | 2012-2016 | Paris Saint-Germain (113) | 122    | 0,93  | 113  |
| 61   | Charly Loubet         | 1962-1975 | Stade Français (5), OGC Nice (77), Olympique de Marseille (31) | 360    | 0,31  | 113  |
| 62   | Maryan Wisniewski     | 1953-1969 | RC Lens (93), AS Saint-Étienne (12), FC Sochaux-Montbéliard (8) | 415    | 0,27  | 113  |
| 63   | Éric Pécout           | 1974-1986 | FC Nantes (73), AS Monaco (17), FC Metz (8), RC Strasbourg (14) | 277    | 0,40  | 112  |
| 64   | André Strappe         | 1948-1961 | LOSC Lille (99), Le Havre AC (13) | 341    | 0,33  | 112  |
| 65   | Bernard Blanchet      | 1963-1974 | FC Nantes (111) | 357    | 0,31  | 111  |
| 66   | Claude Papi           | 1968-1982 | SC Bastia (110) | 392    | 0,28  | 110  |
| 67   | Albert Emon           | 1972-1988 | Olympique de Marseille (37), Stade de Reims (4), AS Monaco (26), Olympique lyonnais (17), Sporting Toulon Var (21), AS Cannes (5)                                  | 410    | 0,27  | 110  |
| 68   | Henri Skiba           | 1950-1963 | FC Nancy (0), AS Monaco (18), RC Strasbourg (19), Nîmes Olympique (47), FC Sochaux-Montbéliard (3), Stade Français (22)                                            | 294    | 0,37  | 109  |
| 69   | Léon Deladerrière     | 1947-1963 | FC Nancy (97), Toulouse FC (1937-1967) (10) | 379    | 0,28  | 107  |
| 70   | Pierre Flamion        | 1945-1960 | Stade de Reims (65), Olympique de Marseille (11), Olympique lyonnais (5), ESTAC Troyes (24), Limoges FC (1)                                                        | 285    | 0,37  | 106  |
| 71   | Albert Gemmrich       | 1973-1986 | RC Strasbourg (71), Girondins de Bordeaux (35), LOSC Lille (0), OGC Nice (0)                                                                                       | 308    | 0,34  | 106  |
| 72   | Michel Stievenard     | 1954-1968 | RC Lens (43), Angers SCO (63) | 405    | 0,26  | 106  |
| 73   | Édouard Kargu         | 1949-1956 | Girondins de Bordeaux (105) | 208    | 0,50  | 105  |
| 74   | Daniel Xuereb         | 1977-1993 | Olympique lyonnais (21), RC Lens (39), Paris Saint-Germain (20), Montpellier HSC (21), Olympique de Marseille (3), Sporting Toulon Var (1)                         | 442    | 0,24  | 105  |
| 75   | Bernard Rahis         | 1954-1963 | Nîmes Olympique (104) | 241    | 0,43  | 104  |
| 76   | Alain Caveglia        | 1990-2000 | FC Sochaux-Montbéliard (25), Le Havre AC (31), Olympique lyonnais (47), FC Nantes (1)                                                                              | 313    | 0,33  | 104  |
| 77   | Robert Pintenat       | 1969-1983 | FC Rouen (2), Red Star (17), Nîmes Olympique (7), FC Sochaux-Montbéliard (62), AS Nancy-Lorraine (7), Toulouse FC (8)                                              | 298    | 0,35  | 103  |
| 78   | Abdelkrim Merry       | 1974-1989 | SC Bastia (23), LOSC Lille (12), FC Metz (23), RC Strasbourg (3), Tours FC (6), Le Havre AC (17), AS Saint-Étienne (9), RC Paris (10)                              | 337    | 0,31  | 103  |
| 79   | Dimitri Payet         | 2005-2023 | FC Nantes (5), AS Saint-Étienne (19), LOSC Lille (18), Olympique de Marseille (61)                                                                                 | 492    | 0,21  | 103  |
| 80   | François Brisson      | 1975-1993 | Paris Saint-Germain (6), Stade lavallois (22), RC Lens (40), RC Strasbourg (10), Olympique de Marseille (1), Olympique lyonnais (7), LOSC Lille (17)               | 505    | 0,20  | 103  |
| 81   | Philippe Piat         | 1965-1972 | RC Strasbourg (48), AS Monaco (16), FC Sochaux-Montbéliard (38) | 240    | 0,43  | 102  |
| 82   | Marc Berdoll          | 1970-1981 | Angers SCO (62), Olympique de Marseille (40) | 251    | 0,41  | 102  |
| 83   | André-Pierre Gignac   | 2006-2015 | FC Lorient (9), Toulouse FC (34), Olympique de Marseille (59) | 290    | 0,35  | 102  |
| 84   | Mustapha Dahleb       | 1969-1984 | CS Sedan Ardennes (17), Paris Saint-Germain (85) | 297    | 0,34  | 102  |
| 85   | Philippe Vercruysse   | 1980-1997 | RC Lens (46), Girondins de Bordeaux (17), Olympique de Marseille (21), Nîmes Olympique (14), FC Metz (4)                                                           | 458    | 0,22  | 102  |
| 86   | Jimmy Briand          | 2003-2022 | Stade rennais (33), Olympique lyonnais (22), En avant de Guingamp (30), Girondins de Bordeaux (17)                                                                 | 483    | 0,21  | 102  |
| 87   | Vahid Halilhodžić     | 1981-1987 | FC Nantes (93), Paris Saint-Germain (8) | 181    | 0,56  | 101  |
| 88   | Kevin Gameiro         | 2005-2024 | RC Strasbourg (32), FC Lorient (50), Paris Saint-Germain (19) | 305    | 0,33  | 101  |
| 89   | Victor Nurenberg      | 1952-1963 | OGC Nice (89), FC Sochaux-Montbéliard (7), Olympique lyonnais (5)                                                                                                  | 307    | 0,33  | 101  |
| 90   | Patrick Revelli       | 1969-1982 | AS Saint-Étienne (74), FC Sochaux-Montbéliard (27) | 362    | 0,28  | 101  |
| 91   | Philippe Gondet       | 1963-1972 | FC Nantes (98), Red Star (2) | 212    | 0,47  | 100  |
| 92   | Mamadou Niang         | 2000-2010 | ESTAC Troyes (8), RC Strasbourg (21), Olympique de Marseille (71)                                                                                                  | 258    | 0,39  | 100  |

### Les meilleurs buteurs en activité
Le tableau ci-dessous présente les dix meilleurs buteurs du championnat de France encore en activité et évoluant cette saison en Ligue 1.
| Rang | Joueur                    | Club actuel            | Matchs | Ratio | Buts |
| ---- | ------------------------- | ---------------------- | ------ | ----- | ---- |
| 1    | Florian Thauvin           | RC Lens                | 260    | 0,33  | 86   |
| 2    | Ludovic Ajorque           | Stade brestois 29      | 167    | 0,35  | 59   |
| 3    | Pierre-Emerick Aubameyang | Olympique de Marseille | 155    | 0,37  | 58   |
| 4    | Amine Gouiri              | Olympique de Marseille | 181    | 0,31  | 57   |
| 5    | Terem Moffi               | OGC Nice               | 139    | 0,37  | 52   |
| 6    | Ludovic Blas              | Stade rennais          | 294    | 0,17  | 49   |
| 7    | Adrien Thomasson          | RC Lens                | 348    | 0,13  | 46   |
| 8    | Morgan Sanson             | OGC Nice               | 273    | 0,15  | 41   |
| 9    | Wesley Saïd               | RC Lens                | 212    | 0,18  | 39   |
| 10   | Ousmane Dembélé           | Paris Saint-Germain    | 82     | 0,44  | 36   |

Les joueurs suivants ont marqué plus de cinquante buts dans le championnat de France mais n'y jouent plus actuellement :
Kylian Mbappé (191, Espagne), Wissam Ben Yedder (161, libre), Alexandre Lacazette (161, Arabie saoudite), Edinson Cavani (138, Argentine), Dimitri Payet (103, libre), André-Pierre Gignac (102, Mexique), Gaëtan Laborde (88, Arabie saoudite), Jonathan David (87, Italie), Andy Delort (85, Algérie), Neymar (82, Brésil), Wahbi Khazri (75, libre), Radamel Falcao (65, libre), Memphis Depay (64, Brésil), Valère Germain (61, Japon), Martin Terrier (60, Allemagne), Rémy Cabella (60, Grèce), Karl Toko-Ekambi (59, libre), Cheick Diabaté (58, libre), Ángel Di María (56, Argentine), Moussa Dembélé (56, Arabie saoudite), André Ayew (56, libre), Nenê (55, Brésil), Benjamin Bourigeaud (54, Qatar), Nabil Fekir (54, Émirats), Max-Alain Gradel (53, libre), Habib Diallo (53, Arabie saoudite) et Arnaud Kalimuendo (53, Angleterre).

## Palmarès

### Palmarès par édition
Ce tableau retrace les meilleurs buteurs du Championnat de France de football par saison depuis sa création en 1932,.
Le record de buts sur une saison est détenu par Josip Skoblar avec 44 buts inscrits avec l'Olympique de Marseille lors de la saison 1970-1971. Le joueur yougoslave gagne cette année-là le Soulier d'or européen.
Lors de la saison 2021-2022, Kylian Mbappé est à la fois meilleur buteur (28 buts) et meilleur passeur (17 passes décisives) de Ligue 1, une première dans l'histoire du Championnat de France.
| Saison    | Joueur                                    | Club                              | Buts                    |
| --------- | ----------------------------------------- | --------------------------------- | ----------------------- |
| 1932-1933 | Robert Mercier Walter Kaiser              | Club français Stade rennais UC    | 15                      |
| 1933-1934 | István Lukács                             | FC Sète                           | 28                      |
| 1934-1935 | André Abegglen                            | FC Sochaux-Montbéliard            | 30                      |
| 1935-1936 | Roger Courtois                            | FC Sochaux-Montbéliard            | 34                      |
| 1936-1937 | Oskar Rohr                                | RC Strasbourg                     | 30                      |
| 1937-1938 | Jean Nicolas                              | FC Rouen                          | 26                      |
| 1938-1939 | Roger Courtois Désiré Koranyi             | FC Sochaux-Montbéliard FC Sète    | 27                      |
| 1939-1945 | Seconde Guerre mondiale                   | Seconde Guerre mondiale           | Seconde Guerre mondiale |
| 1945-1946 | René Bihel                                | LOSC Lille                        | 28                      |
| 1946-1947 | Pierre Sinibaldi                          | Stade de Reims                    | 33                      |
| 1947-1948 | Jean Baratte                              | LOSC Lille                        | 31                      |
| 1948-1949 | Jean Baratte Pépi Humpal                  | LOSC Lille FC Sochaux-Montbéliard | 26                      |
| 1949-1950 | Jean Grumellon                            | Stade rennais                     | 24                      |
| 1950-1951 | Roger Piantoni                            | FC Nancy                          | 28                      |
| 1951-1952 | Gunnar Andersson                          | Olympique de Marseille            | 31                      |
| 1952-1953 | Gunnar Andersson                          | Olympique de Marseille            | 35                      |
| 1953-1954 | Édouard Kargu                             | Girondins de Bordeaux             | 27                      |
| 1954-1955 | René Bliard                               | Stade de Reims                    | 30                      |
| 1955-1956 | Thadée Cisowski                           | RC Paris                          | 31                      |
| 1956-1957 | Thadée Cisowski                           | RC Paris                          | 33                      |
| 1957-1958 | Just Fontaine                             | Stade de Reims                    | 34                      |
| 1958-1959 | Thadée Cisowski                           | RC Paris                          | 30                      |
| 1959-1960 | Just Fontaine                             | Stade de Reims                    | 28                      |
| 1960-1961 | Roger Piantoni                            | Stade de Reims                    | 28                      |
| 1961-1962 | Sékou Touré                               | SO Montpellier                    | 25                      |
| 1962-1963 | Serge Masnaghetti                         | US Valenciennes-Anzin             | 35                      |
| 1963-1964 | Ahmed Oudjani                             | RC Lens                           | 30                      |
| 1964-1965 | Jacky Simon                               | FC Nantes                         | 24                      |
| 1965-1966 | Philippe Gondet                           | FC Nantes                         | 36                      |
| 1966-1967 | Hervé Revelli                             | AS Saint-Étienne                  | 31                      |
| 1967-1968 | Étienne Sansonetti                        | AC Ajaccio                        | 26                      |
| 1968-1969 | André Guy                                 | Olympique lyonnais                | 25                      |
| 1969-1970 | Hervé Revelli                             | AS Saint-Étienne                  | 28                      |
| 1970-1971 | Josip Skoblar                             | Olympique de Marseille            | 44                      |
| 1971-1972 | Josip Skoblar                             | Olympique de Marseille            | 30                      |
| 1972-1973 | Josip Skoblar                             | Olympique de Marseille            | 26                      |
| 1973-1974 | Carlos Bianchi                            | Stade de Reims                    | 30                      |
| 1974-1975 | Delio Onnis                               | AS Monaco                         | 30                      |
| 1975-1976 | Carlos Bianchi                            | Stade de Reims                    | 34                      |
| 1976-1977 | Carlos Bianchi                            | Stade de Reims                    | 28                      |
| 1977-1978 | Carlos Bianchi                            | Paris Saint-Germain               | 37                      |
| 1978-1979 | Carlos Bianchi                            | Paris Saint-Germain               | 27                      |
| 1979-1980 | Delio Onnis Erwin Kostedde                | AS Monaco Stade lavallois         | 21                      |
| 1980-1981 | Delio Onnis                               | Tours FC                          | 24                      |
| 1981-1982 | Delio Onnis                               | Tours FC                          | 29                      |
| 1982-1983 | Vahid Halilhodžić                         | FC Nantes                         | 27                      |
| 1983-1984 | Patrice Garande Delio Onnis               | AJ Auxerre Sporting Toulon Var    | 21                      |
| 1984-1985 | Vahid Halilhodžić                         | FC Nantes                         | 28                      |
| 1985-1986 | Jules Bocandé                             | FC Metz                           | 23                      |
| 1986-1987 | Bernard Zénier                            | FC Metz                           | 18                      |
| 1987-1988 | Jean-Pierre Papin                         | Olympique de Marseille            | 19                      |
| 1988-1989 | Jean-Pierre Papin                         | Olympique de Marseille            | 22                      |
| 1989-1990 | Jean-Pierre Papin                         | Olympique de Marseille            | 30                      |
| 1990-1991 | Jean-Pierre Papin                         | Olympique de Marseille            | 23                      |
| 1991-1992 | Jean-Pierre Papin                         | Olympique de Marseille            | 27                      |
| 1992-1993 | Alen Bokšić                               | Olympique de Marseille            | 23                      |
| 1993-1994 | Youri Djorkaeff Roger Boli Nicolas Ouédec | AS Monaco RC Lens FC Nantes       | 20                      |
| 1994-1995 | Patrice Loko                              | FC Nantes                         | 22                      |
| 1995-1996 | Sonny Anderson                            | AS Monaco                         | 21                      |
| 1996-1997 | Stéphane Guivarc'h                        | Stade rennais                     | 22                      |
| 1997-1998 | Stéphane Guivarc'h                        | AJ Auxerre                        | 21                      |
| 1998-1999 | Sylvain Wiltord                           | Girondins de Bordeaux             | 22                      |
| 1999-2000 | Sonny Anderson                            | Olympique lyonnais                | 23                      |
| 2000-2001 | Sonny Anderson                            | Olympique lyonnais                | 22                      |
| 2001-2002 | Djibril Cissé                             | AJ Auxerre                        | 22                      |
| 2002-2003 | Shabani Nonda                             | AS Monaco                         | 26                      |
| 2003-2004 | Djibril Cissé                             | AJ Auxerre                        | 26                      |
| 2004-2005 | Alexander Frei                            | Stade rennais                     | 20                      |
| 2005-2006 | Pauleta                                   | Paris Saint-Germain               | 21                      |
| 2006-2007 | Pauleta                                   | Paris Saint-Germain               | 15                      |
| 2007-2008 | Karim Benzema                             | Olympique lyonnais                | 20                      |
| 2008-2009 | André-Pierre Gignac                       | Toulouse FC                       | 24                      |
| 2009-2010 | Mamadou Niang                             | Olympique de Marseille            | 18                      |
| 2010-2011 | Moussa Sow                                | LOSC Lille                        | 25                      |
| 2011-2012 | Olivier Giroud                            | Montpellier HSC                   | 21                      |
| 2012-2013 | Zlatan Ibrahimović                        | Paris Saint-Germain               | 30                      |
| 2013-2014 | Zlatan Ibrahimović                        | Paris Saint-Germain               | 26                      |
| 2014-2015 | Alexandre Lacazette                       | Olympique lyonnais                | 27                      |
| 2015-2016 | Zlatan Ibrahimović                        | Paris Saint-Germain               | 38                      |
| 2016-2017 | Edinson Cavani                            | Paris Saint-Germain               | 35                      |
| 2017-2018 | Edinson Cavani                            | Paris Saint-Germain               | 28                      |
| 2018-2019 | Kylian Mbappé                             | Paris Saint-Germain               | 33                      |
| 2019-2020 | Kylian Mbappé                             | Paris Saint-Germain               | 18                      |
| 2020-2021 | Kylian Mbappé                             | Paris Saint-Germain               | 27                      |
| 2021-2022 | Kylian Mbappé                             | Paris Saint-Germain               | 28                      |
| 2022-2023 | Kylian Mbappé                             | Paris Saint-Germain               | 29                      |
| 2023-2024 | Kylian Mbappé                             | Paris Saint-Germain               | 27                      |
| 2024-2025 | Ousmane Dembélé                           | Paris Saint-Germain               | 21                      |

- Soulier d'or européen cette saison là.

### Palmarès par joueur
Le Français Kylian Mbappé compte six titres de meilleur buteur du Championnat de France.
Il a d'ailleurs remporté ces six titres successivement.
| Rang | Joueur             | Titres | Club(s)                                  |
| ---- | ------------------ | ------ | ---------------------------------------- |
| 1    | Kylian Mbappé      | 6      | Paris Saint-Germain                      |
| 2    | Carlos Bianchi     | 5      | Stade de Reims, Paris Saint-Germain      |
| 2    | Delio Onnis        | 5      | AS Monaco, Tours FC, Sporting Toulon Var |
| 2    | Jean-Pierre Papin  | 5      | Olympique de Marseille                   |
| 5    | Thadée Cisowski    | 3      | RC Paris                                 |
| 5    | Josip Skoblar      | 3      | Olympique de Marseille                   |
| 5    | Sonny Anderson     | 3      | AS Monaco, Olympique lyonnais            |
| 5    | Zlatan Ibrahimović | 3      | Paris Saint-Germain                      |
| 9    | Roger Courtois     | 2      | FC Sochaux-Montbéliard                   |
| 9    | Jean Baratte       | 2      | LOSC Lille                               |
| 9    | Gunnar Andersson   | 2      | Olympique de Marseille                   |
| 9    | Just Fontaine      | 2      | Stade de Reims                           |
| 9    | Roger Piantoni     | 2      | FC Nancy, Stade de Reims                 |
| 9    | Hervé Revelli      | 2      | AS Saint-Étienne                         |
| 9    | Vahid Halilhodžić  | 2      | FC Nantes                                |
| 9    | Stéphane Guivarc'h | 2      | Stade Rennais, AJ Auxerre                |
| 9    | Djibril Cissé      | 2      | AJ Auxerre                               |
| 9    | Pauleta            | 2      | Paris Saint-Germain                      |
| 9    | Edinson Cavani     | 2      | Paris Saint-Germain                      |

* titre partagé par deux joueurs ou plus.

### Palmarès par club
Le Paris Saint-Germain a eu seize fois dans son équipe le meilleur buteur du championnat de France dont dix fois successivement (de 2016 à 2025).
| Rang | Club                   | Titres | Joueurs |
| ---- | ---------------------- | ------ | --- |
| 1    | Paris Saint-Germain    | 16     | Carlos Bianchi (×2), Pauleta (×2), Zlatan Ibrahimović (x3), Edinson Cavani (×2), Kylian Mbappé (x6), Ousmane Dembélé |
| 2    | Olympique de Marseille | 12     | Gunnar Andersson (×2), Josip Skoblar (x3), Jean-Pierre Papin (x5), Alen Bokšić, Mamadou Niang                        |
| 3    | Stade de Reims         | 8      | Pierre Sinibaldi, René Bliard, Just Fontaine (×2), Roger Piantoni, Carlos Bianchi (x3)                               |
| 4    | FC Nantes              | 6      | Jacky Simon, Philippe Gondet, Vahid Halilhodžić (×2), Nicolas Ouédec*, Patrice Loko                                  |
| 5    | Olympique lyonnais     | 5      | André Guy, Sonny Anderson (×2), Karim Benzema, Alexandre Lacazette                                                   |
| 5    | AS Monaco              | 5      | Delio Onnis* (×2), Youri Djorkaeff*, Sonny Anderson, Shabani Nonda                                                   |
| 7    | AJ Auxerre             | 4      | Patrice Garande*, Stéphane Guivarc'h, Djibril Cissé (×2)                                                             |
| 7    | LOSC Lille             | 4      | René Bihel, Jean Baratte* (×2), Moussa Sow                                                                           |
| 7    | Stade Rennais          | 4      | Walter Kaiser*, Jean Grumellon, Stéphane Guivarc'h, Alexander Frei                                                   |
| 7    | FC Sochaux-Montbéliard | 4      | André Abegglen, Roger Courtois* (×2), Pépi Humpal*                                                                   |
| 11   | RC Paris               | 3      | Thadée Cisowski (x3)                                                                                                 |
| 12   | FC Sète                | 2      | István Lukács, Désiré Koranyi*                                                                                       |
| 12   | AS Saint-Étienne       | 2      | Hervé Revelli (×2)                                                                                                   |
| 12   | Tours FC               | 2      | Delio Onnis (×2) |
| 12   | FC Metz                | 2      | Jules Bocandé, Bernard Zénier                                                                                        |
| 12   | RC Lens                | 2      | Ahmed Oudjani, Roger Boli*                                                                                           |
| 12   | Girondins de Bordeaux  | 2      | Édouard Kargu, Sylvain Wiltord                                                                                       |
| 12   | Montpellier HSC        | 2      | Sékou Touré, Olivier Giroud                                                                                          |

* titre partagé par deux joueurs ou plus.

### Palmarès par pays
La France a eu cinquante-quatre fois l'un de ses représentants titré meilleur buteur du championnat de France.
| Rang | Pays        | Titres | Joueurs |
| ---- | ----------- | ------ | --- |
| 1    | France      | 55     | Robert Mercier*, Roger Courtois* (×2), Jean Nicolas, Désiré Koranyi*, René Bihel, Pierre Sinibaldi, Jean Baratte* (×2), Jean Grumellon, Roger Piantoni (×2), Gunnar Andersson (×2), Édouard Kargu, René Bliard, Thadée Cisowski (x3), Just Fontaine (×2), Serge Masnaghetti, Jacky Simon, Philippe Gondet, Hervé Revelli (×2), Étienne Sansonetti, André Guy, Patrice Garande*, Bernard Zénier, Jean-Pierre Papin (x5), Youri Djorkaeff*, Roger Boli*, Nicolas Ouédec*, Patrice Loko, Stéphane Guivarc'h (×2), Sylvain Wiltord, Djibril Cissé (×2), Karim Benzema, André-Pierre Gignac, Olivier Giroud, Alexandre Lacazette, Kylian Mbappé (x6), Ousmane Dembélé |
| 2    | Argentine   | 10     | Carlos Bianchi (x5), Delio Onnis (x5) |
| 3    | Yougoslavie | 5      | Josip Skoblar (x3), Vahid Halilhodžić (×2) |
| 4    | Allemagne   | 3      | Walter Kaiser*, Oskar Rohr, Erwin Kostedde |
| 4    | Brésil      | 3      | Sonny Anderson (x3) |
| 4    | Sénégal     | 3      | Jules Bocandé, Mamadou Niang, Moussa Sow |
| 4    | Suède       | 3      | Zlatan Ibrahimović (x3) |
| 8    | Suisse      | 2      | André Abegglen, Alexander Frei |
| 8    | Portugal    | 2      | Pauleta (×2) |
| 8    | Uruguay     | 2      | Edinson Cavani (×2) |

* titre partagé par deux joueurs ou plus.